# Línea Calatayud-Valencia

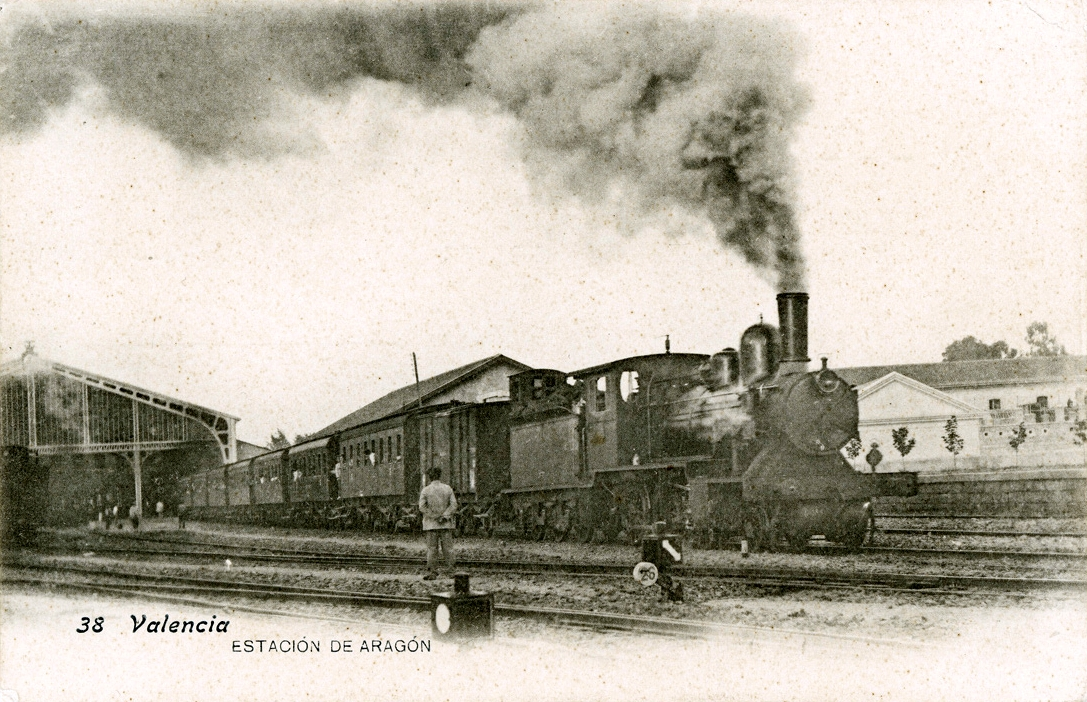
Un tren partiendo de la estación de Valencia-Alameda, terminal de la línea Calatayud-Valencia, en 1905

La línea Calatayud-Valencia fue una línea férrea española que discurría por Aragón y Levante, enlazando Calatayud con Valencia a través de Teruel y Sagunto. Llegó a tener una longitud de casi 300 kilómetros, atravesando varias provincias. En la actualidad parte de su trazado ha sido desmantelado y lo que queda operativo forma parte de la línea Zaragoza-Sagunto.

## Historia
Durante el último tercio del siglo XIX hubo varias iniciativas para construir un ferrocarril que enlazara Aragón con Valencia y Levante, si bien muchos de estos proyectos no llegarían a materializarse. No sería hasta la década de 1890 cuando se puso en marcha la construcción de una línea férrea que uniera Calatayud con Valencia a través de Teruel. Las obras corrieron a cargo de la Compañía del Ferrocarril Central de Aragón, que había sido constituida en 1894 por empresarios belgas. La construcción se alargó varios años debido a la complejidad de la orografía en algunos puntos y se fue completando por tramos: Sagunto-Segorbe, el 15 de mayo de 1897; Segorbe-Jérica, el 1 de junio de 1899; Jérica-Barracas, el 29 de diciembre de 1899; Barracas-Puerto Escandón, el 3 de noviembre de 1900. El siguiente tramo, Puerto Escandón-Calatayud, se completaría el 28 de junio de 1901. Al año siguiente, el 8 de marzo de 1902, entraría en servicio un enlace ferroviario entre Sagunto y Valencia.

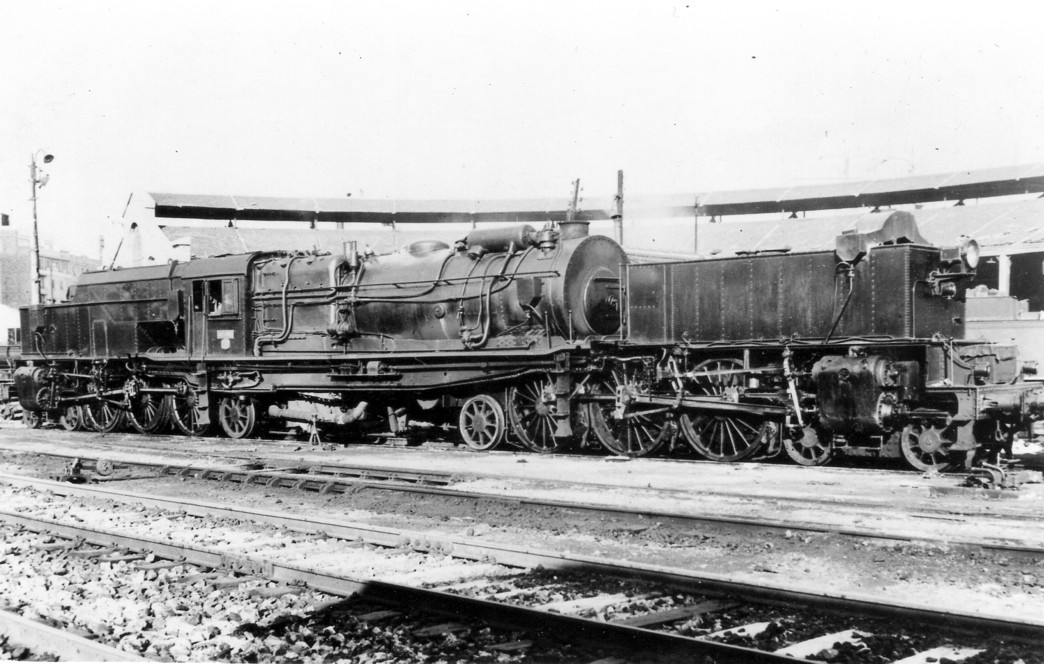
Las locomotoras «Garrat» fueron muy habituales en el tráfico de la línea, especialmente en el complicado tramo entre Teruel y Sagunto.

Tras ello, la construcción del ferrocarril quedó completada. La cabecera de la línea estaba constituida por la estación de Calatayud-Jiloca, mientras que la terminal era Valencia-Alameda; además, existía un ramal hacia el Grao y el puerto. Otras estaciones importantes eran las de Daroca, Caminreal, Teruel o Sagunto-Anfiteatro.
Las fuertes pendientes que existían en el tramo Teruel-Sagunto llevaron a la compañía propietaria a adquirir locomotoras tipo «Garrat», cuyas características les permitían realizar un buen desempeño en el arrastre de convoyes por esa zona. En Valencia-Alameda se encontraba el principal depósito de locomotoras de la línea, así como talleres generales, cocheras, etc. Cabe señalar que Calatayud constituía un importante nudo ferroviario, pues en ese punto el trazado Calatayud-Valencia enlazaba con la línea Madrid-Zaragoza y las instalaciones de la compañía MZA; a partir de 1929 la línea también estuvo conectada con el ferrocarril Santander-Mediterráneo. Otra conexión importante fue el ramal que enlazaba Caminreal con Zaragoza, que entraría en servicio en 1933.
En 1941, con la nacionalización de la red ferroviaria de ancho ibérico, la línea pasó a ser gestionada por RENFE. Bajo gestión estatal el tramo Sagunto-Valencia acabaría cayendo en desuso, dado que la empresa estatal ya poseía el trazado casi paralelo de la línea Valencia-Tarragona. A esto se sumaría el cierre en 1968 de la estación de Valencia-Alameda, que sería derribada unos años después. Tanto el tramo Sagunto-Valencia como el tramo Calatayud-Caminreal serían clausurados al tráfico en enero de 1985 —y posteriormente desmantelados—. El resto del trazado original permanece en servicio dentro de la línea Zaragoza-Sagunto.